# Casa de Oliver Gould Jennings

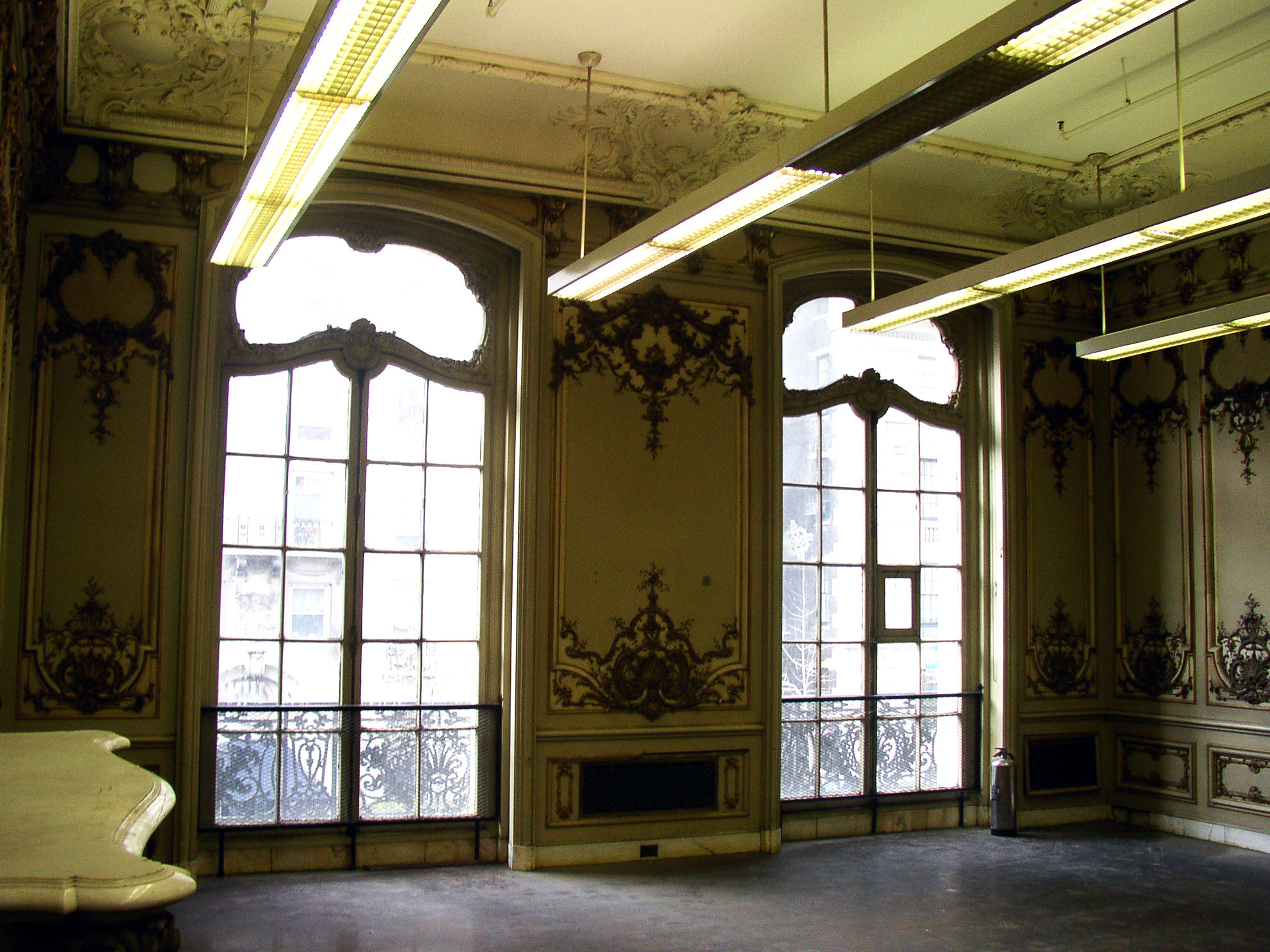
Interior del bel étage, antes de la renovación en 2007

La Casa Oliver Gould Jennings es una mansión ubicada en 7 East 72nd Street en el Upper East Side de la ciudad de Nueva York. Fue construido originalmente en 1898 para Oliver Gould Jennings en el estilo Beaux-Arts francés. Se utilizó como ubicación temporal del Museo Solomon R. Guggenheim de 1956 a 1959.  En 1964, pasó a formar parte del Lycée Français de New York en la vecina Henry T. Sloane House.
La mansión, a su vez, fue desocupada por la escuela cuando fue vendida y renovada para convertirse nuevamente en una lujosa casa unifamiliar, comprada por Hamad bin Khalifa Al Thani, el (ahora ex) Emir de Catar, junto con la vecina Casa Henry T. Sloane alrededor de 2004.

## Otras lecturas
- Craven, Wayne (2008). Gilded Mansions: Grand Architecture and High Society. New York: W. W. Norton & Company. ISBN 978-0-393-06754-5.

- Datos: Q7087571
- Multimedia: Oliver Gould Jennings House / Q7087571